# Condado de Ray
O Condado de Ray é um dos 114 condados do Estado americano de Missouri. A sede do condado é Richmond, e sua maior cidade é Richmond. O condado possui uma área de 1 486 km² (dos quais 11 km² estão cobertos por água), uma população de 23 354 habitantes, e uma densidade populacional de 16 hab/km² (segundo o censo nacional de 2000). O condado foi fundado em 1820.